# Ruta Estatal de Alabama 64
La Ruta Estatal de Alabama 64, y abreviada SR 64 (en inglés: Alabama State Route 64) es una carretera estatal estadounidense ubicada en el estado de Alabama. La carretera inicia en el Oeste desde la US 43  en la línea estatal Alabama-Tennessee en sentido Este hasta finalizar en la AL 207     cerca de Anderson. La carretera tiene una longitud de 29,34 km (18.23 mi).

## Mantenimiento
Al igual que las autopistas interestatales, y las rutas federales y el resto de carreteras estatales, la Ruta Estatal de Alabama 64 es administrada y mantenida por el Departamento de Transporte de Alabama por sus siglas en inglés ALDOT.

## Cruces
La Ruta Estatal de Alabama 64 es atravesada principalmente por la carretera
AL 101     en Lexington, AL